# Sučany
Sučany is een Slowaakse gemeente in de regio Žilina, en maakt deel uit van het district Martin.
Sučany telt 4644 inwoners.

## Geboren in Sučany
- Milan Hodža, een Tsjecho-Slowaaks politicus

## Foto's

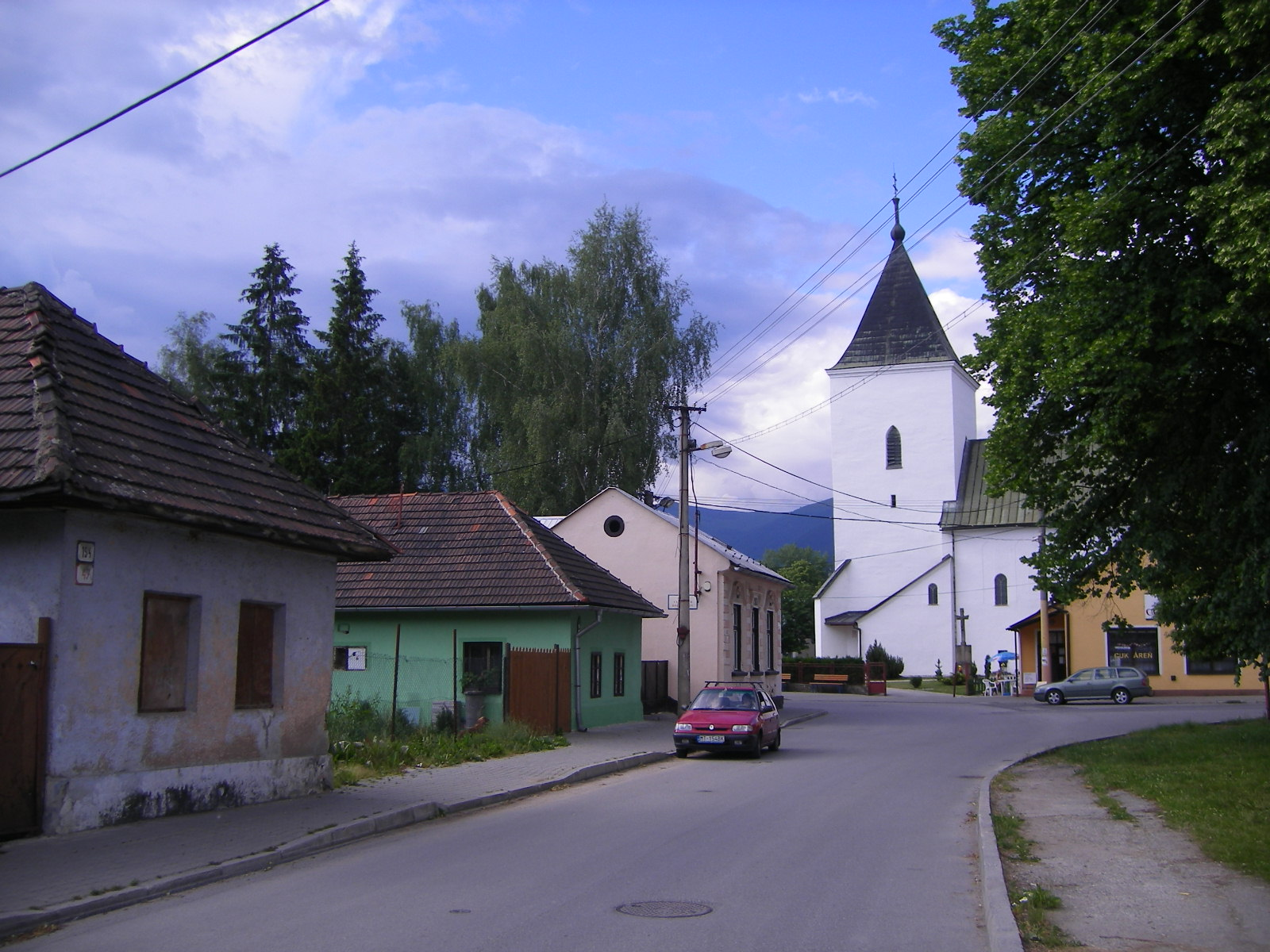
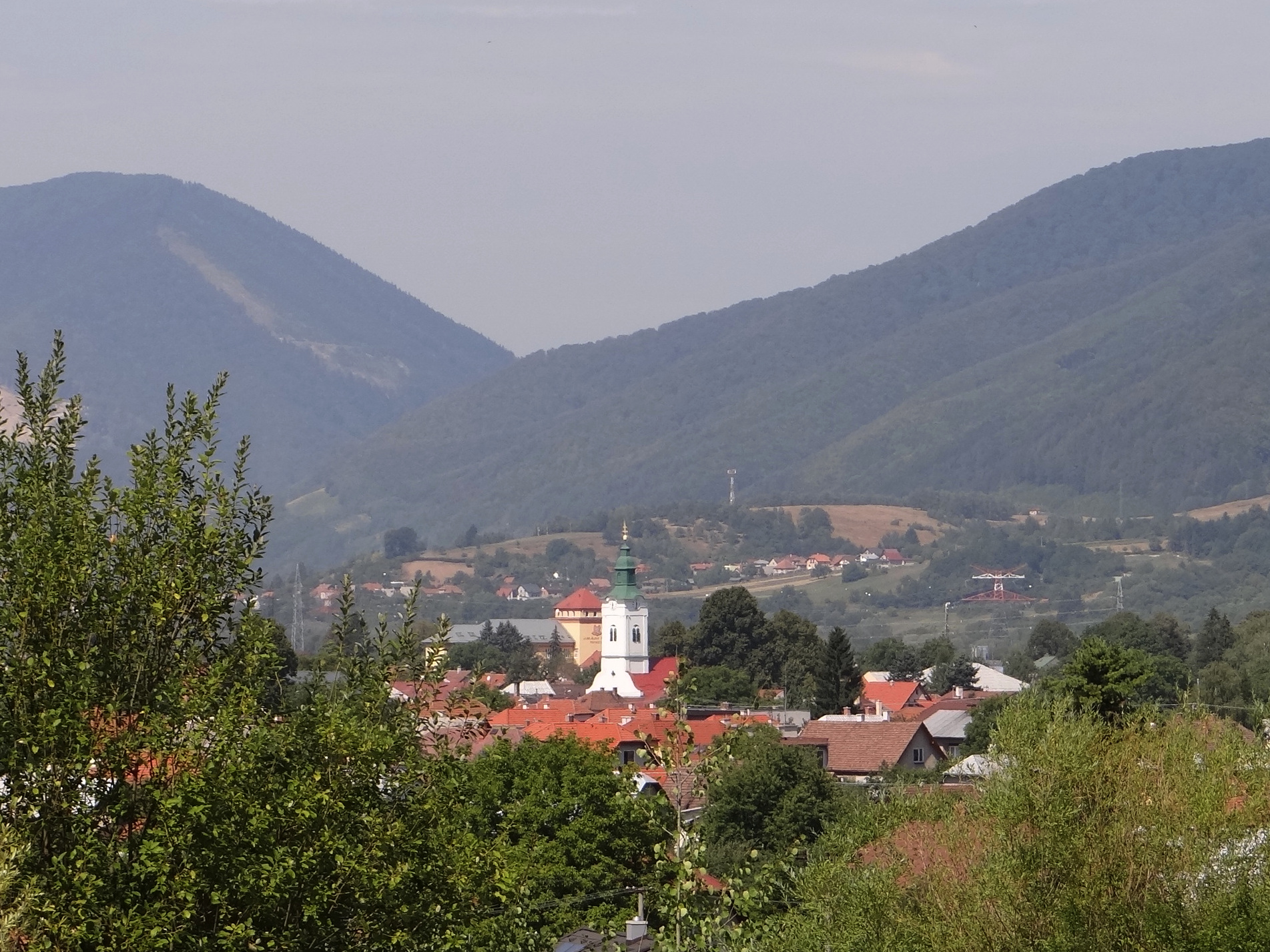
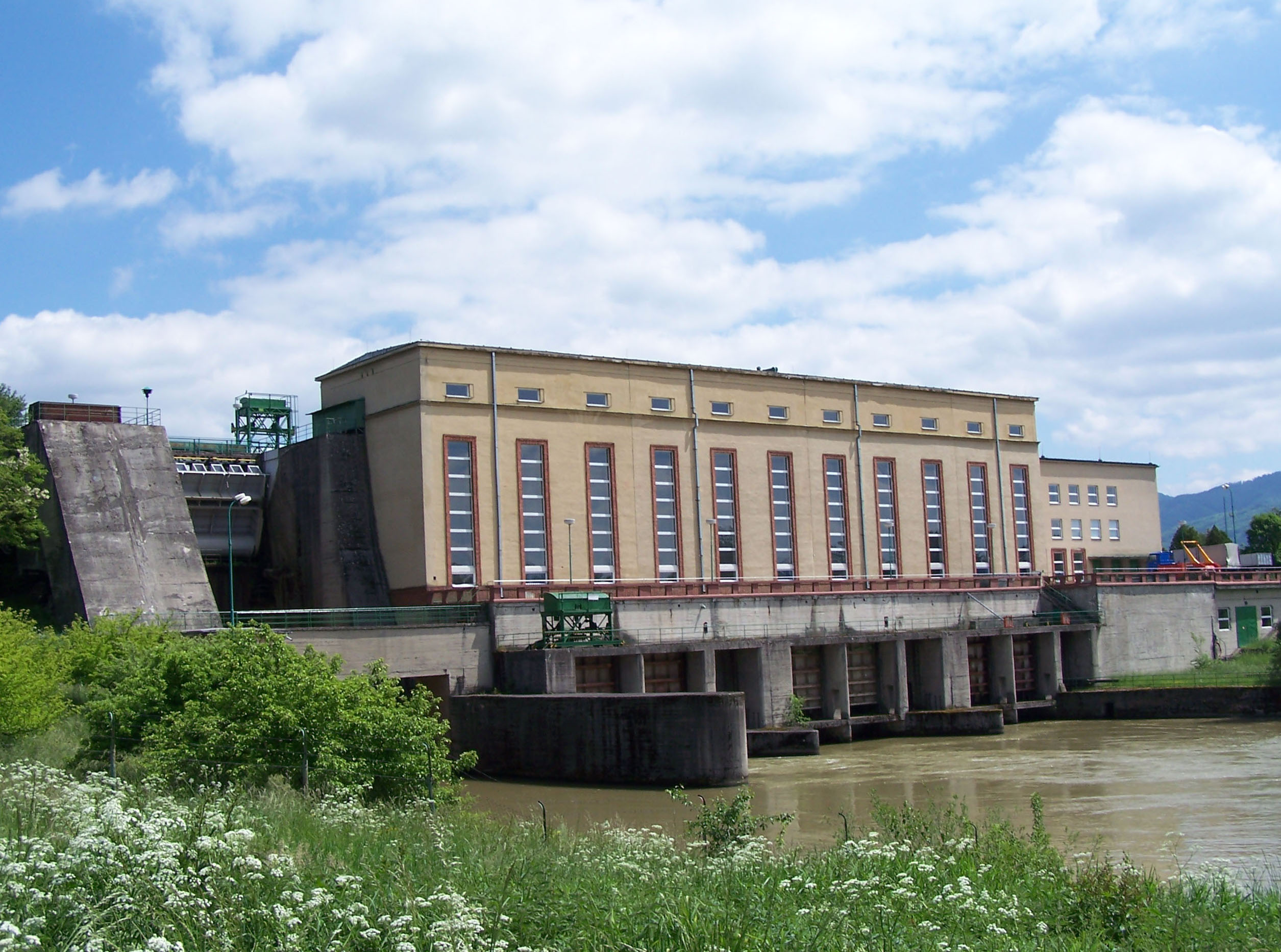
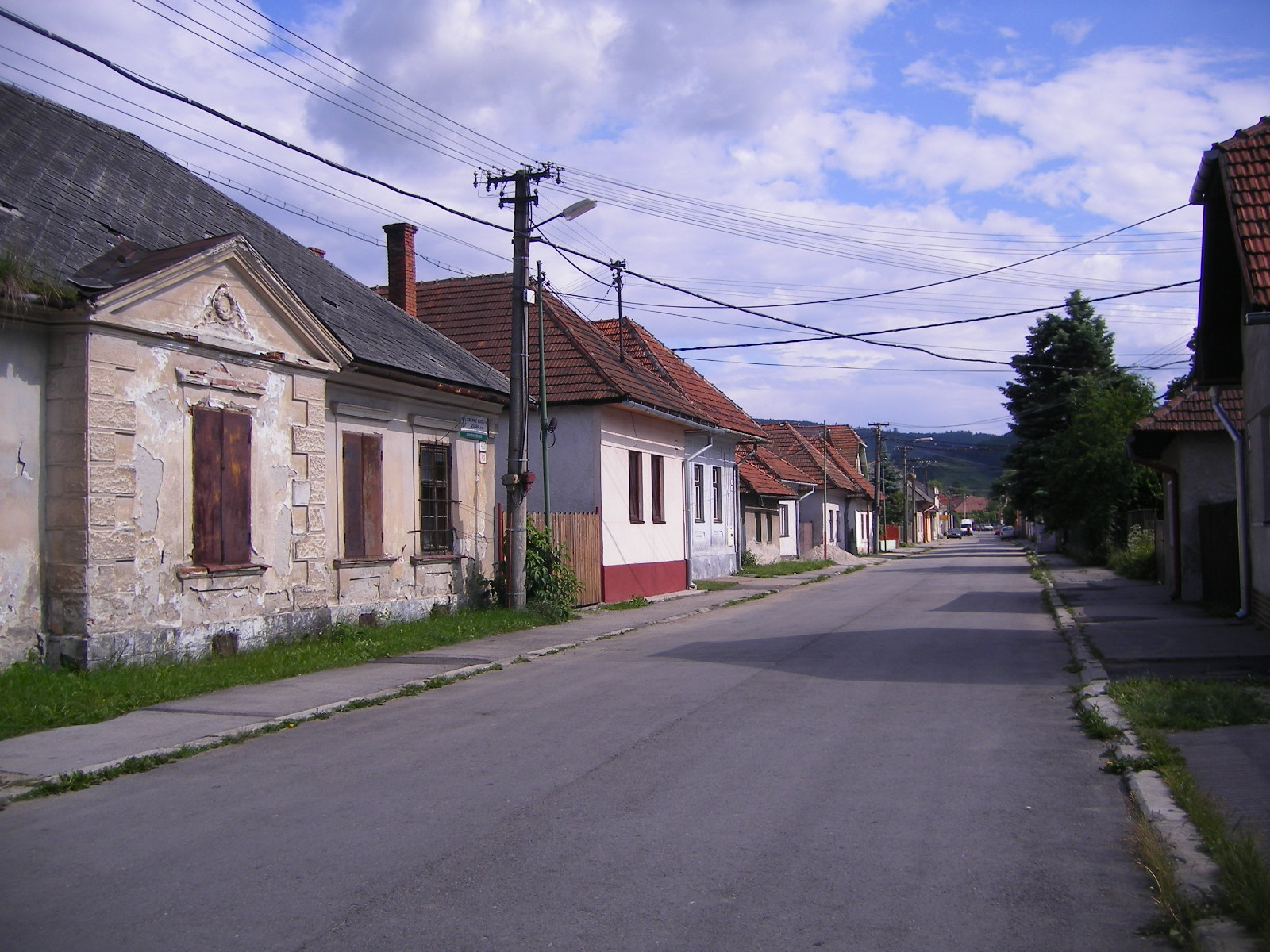
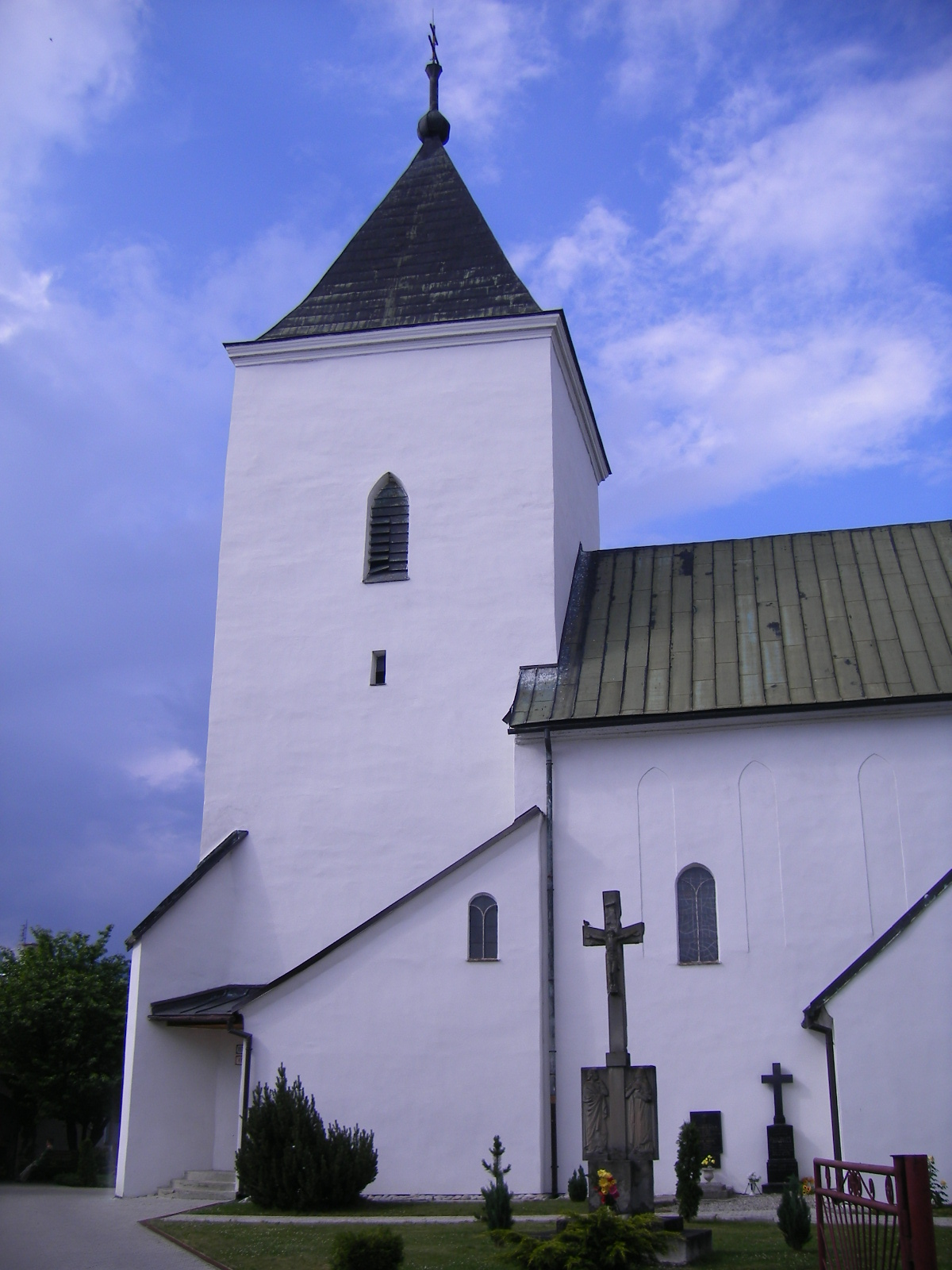
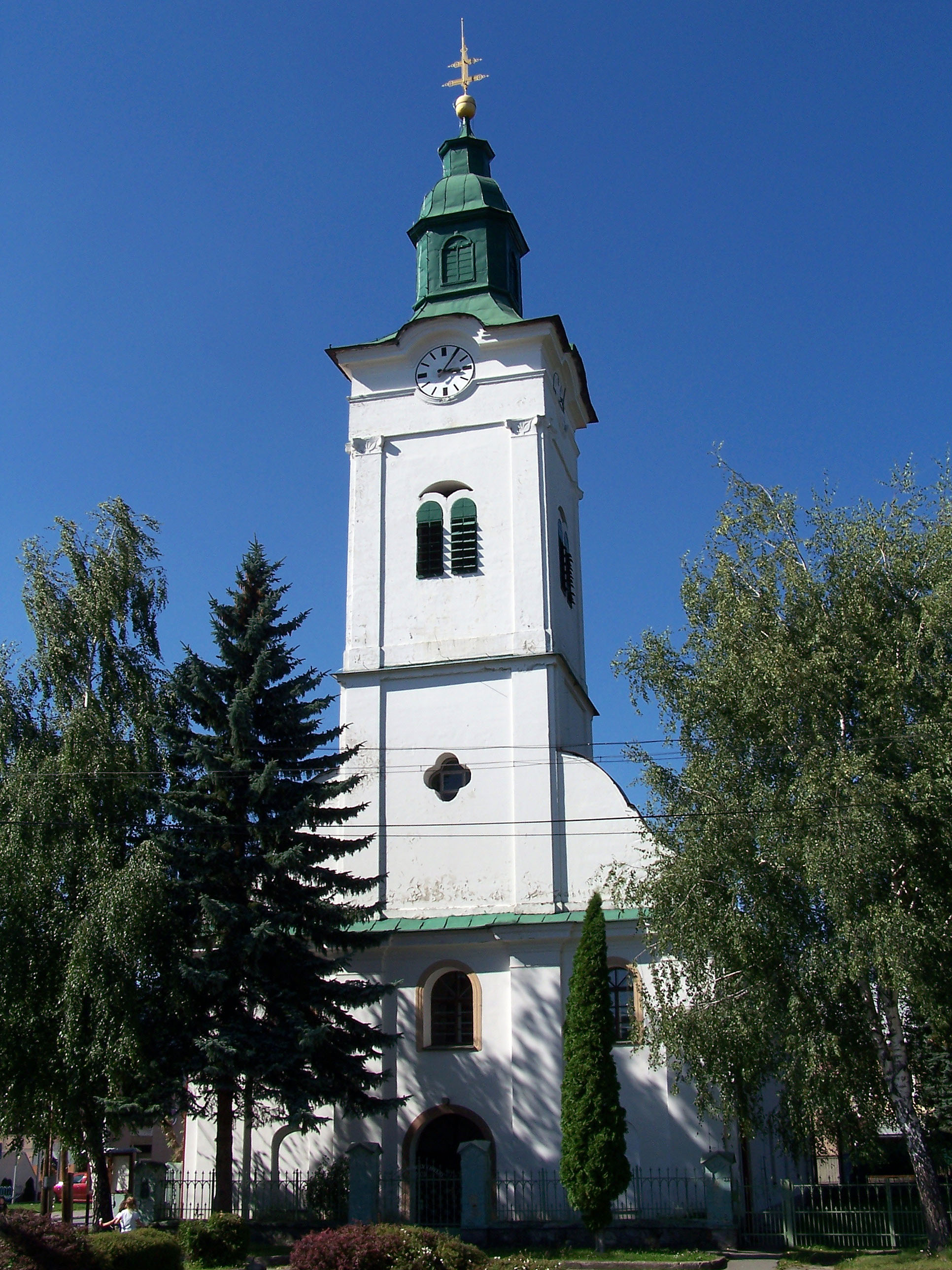